# Carlos Tevez
Carlos Tevez (phát âm tiếng Tây Ban Nha: [ˈkaɾlos ˈteβes]; sinh ngày 5 tháng 2 năm 1984) là một cựu cầu thủ và huấn luyện viên bóng đá người Argentina thi đấu ở vị trí tiền đạo. Anh hiện đang dẫn dắt Rosario Central tại giải bóng đá vô địch quốc gia Argentina. Anh được đánh giá cao ở sự năng nổ và nhiệt tình, cùng hiệu suất ghi bàn đáng nể.
Tevez bắt đầu sự nghiệp tại Boca Juniors. Anh cùng đội bóng này giành chức vô địch Copa Libertadores và Cúp bóng đá liên lục địa vào năm 2003 trước khi chuyển Corinthians, nơi anh giành chức vô địch Brasileiro. Vào năm 2006, anh chuyển tới West Ham United, giúp câu lạc bộ này trụ lại Giải bóng đá Ngoại hạng Anh trong mùa giải duy nhất tại đây. Các thương vụ chuyển nhượng của Tevez tới West Ham và sau đó là Manchester United gặp các vấn đề liên quan tới sở hữu của bên thứ ba của Media Sports Investment. Các rắc rối này khiến Premier League và FIFA phải thay đổi các luật lệ liên quan tới chuyển nhượng.
Tevez chuyển tới Manchester United năm 2007 và giành hai chức vô địch Premier League và UEFA Champions League 2008. Vào năm 2009, anh gia nhập Manchester City với giá 47 triệu bảng, trở thành cầu thủ đầu tiên chuyển nhượng trực tiếp giữa hai câu lạc bộ thành Manchester kể từ Terry Cooke năm 1999. Mặc dù bỏ lỡ bốn tháng đầu mùa 2011-12 vì một tranh cãi, Tevez vẫn kịp trở lại giúp Manchester City nâng cúp vô địch quốc gia sau 44 năm chờ đợi. Vào năm 2013, anh chuyển tới Juventus với giá 12 triệu bảng, trở thành cầu thủ ghi bàn nhiều nhất và giành Scudetto ngay trong mùa đầu tiên. Sau khi giành cú đúp quốc gia và lọt vào Chung kết UEFA Champions League 2015 ở mùa giải thứ hai, anh trở lại Boca Juniors vào tháng 6 năm 2015 và giành thêm một cú đúp quốc gia nữa, trở thành cầu thủ đầu tiên giành hai cú đúp cúp quốc gia và giải vô địch quốc gia trong trọn vẹn một năm. Vào tháng 12 năm 2016, anh gia nhập Thượng Hải Lục Địa Thân Hoa và là một trong những cầu thủ hưởng mức lương cao nhất thế giới. Anh trở lại Boca vào năm 2018.
Kể từ khi ra mắt đội tuyển quốc gia Argentina năm 2004, Tevez có hơn 75 lần ra sân. Ngoài chiếc huy chương vàng Thế vận hội 2004, anh cũng tham dự hai kỳ Giải vô địch bóng đá thế giới, một Cúp Liên đoàn các châu lục và bốn kỳ Cúp bóng đá Nam Mỹ.

## Thống kê sự nghiệp

### Câu lạc bộ
Tính đến 6 tháng 11 năm 2015
| Câu lạc bộ          | Mùa giải            | Giải đấu | Giải đấu | Cúp quốc gia | Cúp quốc gia | Cúp liên đoàn | Cúp liên đoàn | Châu lục | Châu lục | Khác | Khác | Tổng cộng | Tổng cộng |
| Câu lạc bộ          | Mùa giải            | Trận     | Bàn      | Trận         | Bàn          | Trận          | Bàn           | Trận     | Bàn      | Trận | Bàn  | Trận      | Bàn       |
| ------------------- | ------------------- | -------- | -------- | ------------ | ------------ | ------------- | ------------- | -------- | -------- | ---- | ---- | --------- | --------- |
| Boca Juniors        | 2001–02             | 11       | 1        | –            | –            | –             | –             | 4        | 1        | –    | –    | 15        | 2         |
| Boca Juniors        | 2002–03             | 32       | 11       | –            | –            | –             | –             | 9        | 5        | –    | –    | 41        | 16        |
| Boca Juniors        | 2003–04             | 23       | 12       | –            | –            | –             | –             | 14       | 3        | 2    | 1    | 39        | 16        |
| Boca Juniors        | 2004–05             | 9        | 2        | –            | –            | –             | –             | 6        | 2        | –    | –    | 15        | 4         |
| Boca Juniors        | Tổng cộng           | 75       | 26       | –            | –            | –             | –             | 33       | 11       | 2    | 1    | 110       | 38        |
| Corinthians         | 2005                | 29       | 20       | 6            | 4            | –             | –             | 4        | 0        | 13   | 7    | 52        | 31        |
| Corinthians         | 2006                | 9        | 5        | 0            | 0            | –             | –             | 8        | 4        | 7    | 6    | 24        | 15        |
| Corinthians         | Tổng cộng           | 38       | 25       | 6            | 4            | –             | –             | 12       | 4        | 20   | 13   | 76        | 46        |
| West Ham United     | 2006–07             | 26       | 7        | 1            | 0            | 0             | 0             | 2        | 0        | 0    | 0    | 29        | 7         |
| West Ham United     | Tổng cộng           | 26       | 7        | 1            | 0            | 0             | 0             | 2        | 0        | 0    | 0    | 29        | 7         |
| Manchester United   | 2007–08             | 34       | 14       | 2            | 1            | 0             | 0             | 12       | 4        | 0    | 0    | 48        | 19        |
| Manchester United   | 2008–09             | 29       | 5        | 3            | 2            | 6             | 6             | 9        | 2        | 4    | 0    | 51        | 15        |
| Manchester United   | Tổng cộng           | 63       | 19       | 5            | 3            | 6             | 6             | 21       | 6        | 4    | 0    | 99        | 34        |
| Manchester City     | 2009–10             | 35       | 23       | 1            | 0            | 6             | 6             | –        | –        | 0    | 0    | 42        | 29        |
| Manchester City     | 2010–11             | 31       | 20       | 6            | 3            | 0             | 0             | 7        | 0        | 0    | 0    | 44        | 23        |
| Manchester City     | 2011–12             | 13       | 4        | 0            | 0            | 1             | 0             | 1        | 0        | 0    | 0    | 15        | 4         |
| Manchester City     | 2012–13             | 34       | 11       | 6            | 5            | 1             | 0             | 5        | 0        | 1    | 1    | 47        | 17        |
| Manchester City     | Tổng cộng           | 113      | 58       | 13           | 8            | 8             | 6             | 13       | 0        | 1    | 1    | 148       | 73        |
| Juventus            | 2013–14             | 34       | 19       | 1            | 0            | –             | –             | 12       | 1        | 1    | 1    | 48        | 21        |
| Juventus            | 2014–15             | 32       | 20       | 1            | 0            | –             | –             | 13       | 7        | 1    | 2    | 47        | 29        |
| Juventus            | Tổng cộng           | 66       | 39       | 2            | 0            | –             | –             | 25       | 8        | 2    | 3    | 95        | 50        |
| Boca Juniors        | 2015                | 12       | 5        | 5            | 4            | –             | –             | 0        | 0        | –    | –    | 17        | 9         |
| Tổng cộng sự nghiệp | Tổng cộng sự nghiệp | 392      | 179      | 31           | 19           | 14            | 12            | 106      | 30       | 29   | 18   | 572       | 256       |

### Đội tuyển quốc gia
Tính đến 6 tháng 11 năm 2015
| Argentina | Argentina | Argentina |
| Năm       | Trận      | Bàn       |
| --------- | --------- | --------- |
| 2004      | 10        | 2         |
| 2005      | 9         | 0         |
| 2006      | 8         | 2         |
| 2007      | 13        | 3         |
| 2008      | 4         | 0         |
| 2009      | 8         | 1         |
| 2010      | 8         | 4         |
| 2011      | 4         | 1         |
| 2014      | 2         | 0         |
| 2015      | 10        | 0         |
| Tổng cộng | 76        | 13        |

### Bàn thắng quốc tế
| #   | Ngày                | Địa điểm                                                                  | Đối thủ              | Bàn thắng | Kết quả | Giải đấu                 |
| --- | ------------------- | ------------------------------------------------------------------------- | -------------------- | --------- | ------- | ------------------------ |
| 1.  | 17 tháng 7 năm 2004 | Sân vận động Elías Aguirre, Chiclayo, Peru                                | Perú                 | 1–0       | 1–0     | Copa América 2004        |
| 2.  | 20 tháng 7 năm 2004 | Sân vận động Quốc gia Lima, Lima, Peru                                    | Colombia             | 1–0       | 3–0     | Copa América 2004        |
| 3.  | 2 tháng 3 năm 2006  | St. Jakob-Park, Basel, Thụy Sĩ                                            | Croatia              | 1–1       | 2–3     | Giao hữu                 |
| 4.  | 16 tháng 6 năm 2006 | Veltins-Arena, Gelsenkirchen, Đức                                         | Serbia và Montenegro | 5–0       | 6–0     | World Cup 2006           |
| 5.  | 5 tháng 6 năm 2007  | St. Jakob-Park, Basel, Thụy Sĩ                                            | Thụy Sĩ              | 1–1       | 1–1     | Giao hữu                 |
| 6.  | 6 tháng 6 năm 2007  | Camp Nou, Barcelona, Tây Ban Nha                                          | Algérie              | 1–0       | 5–3     | Giao hữu                 |
| 7.  | 28 tháng 6 năm 2007 | Sân vận động José Pachencho Romero, Maracaibo, Venezuela                  | Hoa Kỳ               | 4–1       | 6–0     | Copa América 2007        |
| 8.  | 28 tháng 3 năm 2009 | Sân vận động Monumental Antonio Vespucio Liberti, Buenos Aires, Argentina | Venezuela            | 2–0       | 4–0     | Vòng loại World Cup 2010 |
| 9.  | 25 tháng 5 năm 2010 | Sân vận động Monumental Antonio Vespucio Liberti, Buenos Aires, Argentina | Canada               | 4–0       | 5–0     | Giao hữu                 |
| 10. | 27 tháng 6 năm 2010 | Soccer City, Johannesburg, Nam Phi                                        | México               | 1–0       | 3–1     | World Cup 2010           |
| 11  | 27 tháng 6 năm 2010 | Soccer City, Johannesburg, Nam Phi                                        | México               | 3–0       | 3–1     | World Cup 2010           |
| 12. | 7 tháng 9 năm 2010  | Sân vận động Monumental Antonio Vespucio Liberti, Buenos Aires, Argentina | Tây Ban Nha          | 3–0       | 4–1     | Giao hữu                 |
| 13. | 20 tháng 6 năm 2011 | Sân vận động Monumental Antonio Vespucio Liberti, Buenos Aires, Argentina | Albania              | 4–0       | 4–0     | Giao hữu                 |

## Danh hiệu

### Câu lạc bộ

#### Boca Juniors
- Primera División: 2003
- Copa Libertadores: 2003
- Copa Sudamericana: 2004
- Intercontinental Cup: 2003

#### Corinthians
- Campeonato Brasileiro Série A: 2005

#### Manchester United
- Premier League: 2007—08, 2008–09
- EFL Cup: 2008–09
- FA Community Shield: 2008
- UEFA Champions League: 2007–08
- FIFA Club World Cup: 2008

#### Manchester City
- Premier League: 2011–12
- FA Cup: 2010–11
- FA Community Shield: 2012

#### Juventus
- Serie A: 2013–14, 2014–15
- Coppa Italia: 2014–15
- SuperCoppa Italiana: 2013, 2015

#### Thượng Hải Thân Hoa
- Chinese FA Cup: 2017

### Quốc tế

#### ĐT U-23 Argentina
- South American U-20 Championship: 2003
- Thế vận hội Mùa hè: 2004

#### Đội tuyển Argentina
- Á quân FIFA Confederations Cup: 2005
- Á quân Copa América: 2004, 2007, 2015
- Á quân FIFA World Cup:  2014

### Cá nhân
- South American Footballer of the Year: 2003, 2004, 2005
- Bola de Ouro: 2005
- Player of the Year of Argentina: 2003, 2004
- Golden Olimpia (Argentine Sportsperson of the Year): 2004
- Campeonato Brasileiro Best Player: 2005
- Copa Libertadores Most Valuable Player: 2003
- Premier League Golden Boot: 2010–11
- Olympic Golden Boot: 2004
- Hammer of the Year: 2007
- FA Premier League Player of the Month: December 2009[142]
- PFA Player of the Month: March 2010[143]
- Manchester City Official Supporter's Player of the Year: 2009–10[144]
- Manchester City's Player of the Year: 2009–10[144]
- Juventus's Player of the Season: 2013–14[145]
- Vua phá lưới Serie A: 2013–14, 2014–15